# Колубара
Колубара је река у западној Србији, десна притока Саве, дуга око 123 km. Настаје од два изворишна речна крака: Обнице и Јабланице у Ваљеву. Са леве стране притоке су: Рабас, Кладница и Тамнава, Љубостиња, са десне: Градац, Бања, Лепеница, Рибница, Топлица, Љиг, Пештан, Турија и Бељаница. Значајни су и потоци Перајице (лева притока), Липовац (десна притока). Улива се у Саву код Обреновца. Слив Колубаре износи око 3.600 km² и у њему се налазе богата налазишта лигнита. Долином Колубаре пролази железничка пруга. Проток реке је 31 m³/s.
Постоје разне приче о имену реке. Једна од њих се односи на име Кулук-бара (по мочварама села), па зато Колубара.
Колубара је последња већа притока Саве, у коју утиче 27 km узводно од Београда.

## Горњи ток
Она постаје од двеју мањих река-десне саставнице, Јабланице (дуга 21,5 km) и леве саставнице Обнице (дуга 40 km) које се стичу испред Ваљева на 193 m надморске висине. Долине Јабланице и Обнице су уске и дубоке до 200 m. Сушица, десна притока Јабланице, усекла је у Лелићком красу кањонску долину дубоку 300 м и дугачку 7,5 km. Код Ваљева долина Колубаре се нагло шири у Ваљевску котлину. У њој река лактасто скреће из правца југ-север у правац запад-исток. Речно корито је широко и извијугано и, због бујичарских одлика саставница и притока, котлина је раније, пре регулације Колубаре, била често плављена. Прва већа притока Колубаре је Градац, који јој притиче са десне стране. Дугачак је 17,8 km. Његова долина, са 22,7 km дугачким кањоном стрмих и голих кречњачких страна, високих до 200 м, најлепша је у целом сливу Колубаре. У непосредној близини ушћа, на левој обали, налази се манастир Ћелије. Према једном предању, он је задужбина краља Драгутина, а према другом, подигнут је крајем 14 или почетком 15. века, у време деспота Стефана Лазаревића. Сада у њему постоји иконописачка школа.

## Доњи ток
Низводно од Ваљевске котлине долина Колубаре се сужава на 120–150 m у краткој сутесци код Словца, усеченој између брда Јерининог града и Оштриковца. Надаље, долина је широка, са пространом алувијалном равни, која се код Лисопоља шири до 3 km. Са десне стране Колубари притичу Љиг (29 km) и Пештан са Туријом (28 km), а са леве Тамнава са Убом (89,8 km). У сливу Тамнаве налазе се богата лежишта лигнита, који се експлоатише у неколико рудника, а троши углавном у ТЕ Никола Тесла код Обреновца.
Од саставака Јабланице и Обнице па до ушћа у Саву у близини Обреновца, Колубара је дугачка 86,5 km (са Обницом 126,5 km), али је просечна надморска висина њеног слива мала-само 206 м. То указује да у сливу Колубаре преовлађује низија, док су побрђе, ниске (до 1000 м)и средње високе планине (до 1.500 м)само у изворишном делу слива и њене највеће притоке Љига.
Колубара је код Лајковца широка 30, а дубока 0,5-3 метра; код Обреновца је широка 45 и дубока 1-2 метра, па при вишим водостајима на Сави мали бродови улазе у Колубару и плове по њој до Обреновачког моста,3 km од ушћа. Битну одлику њеног водног режима представљају нагла и велика колебања водостаја и протицаја, што отежава решење главних водопривредних проблема у сливу; водоснабдевање насеља и индустрије, заштиту од поплава, као и заштиту од ерозије и бујица. Колубара припада рекама са кишно-снежним режимом.

## Водостај
При наглом отапању снежног покривача и обилнијим пролећним падавинама настају велике поплаве у алувијалним равнима Колубаре и њених великих притока. Љиг се излива и ширина изливене воде достиже код села Мораваца 650-1 380, код Липља 1 050, и на ушћу у Колубару око 500 метара. При највећим поплавама под водом се нађе око 1 800 хектара обрадивих површина у долини Љига, око 920 хектара у горњоколубарском басену (узводно од Словачког сужења), до 660 хектара у долини Кладнице и 1 300 хектара у долини Уба, а до 2 070 хектара у плиткој долини Тамнаве. Да би се смањиле последице катастрофалних поплава у долини Колубаре, а мање и потпуно спречиле, обављени су велики хидромелиорациони радови низводно од ушћа Љига. Ради убрзавања отицања воде у Саву, спојено је кривудаво корито Колубаре са знатно мање кривудавим коритом Пештана код села Цветовца (недалеко од села Великих Црљена), па она од 1965. године отиче коритом своје притоке. Тиме су настале многе промене. Пештан и Турија, чија су ушћа била низводније од ушћа Тамнаве, утичу сад у Колубару 19, односно 12 km узводније, па су за толико краћи њихови токови. Истовремено, Тамнава је постала дужа за 1,5 km, јер до новог ушћа тече старим коритом Колубаре. Око реке подигнути су насипи за заштиту земљишта од поплава, када је Колубара достизала ширину код Ђелија 1 500-2 300 м, а код Шопића од 2 100-3 300 м-то је било право привремено језеро дужине 6,7 km.
У сливу Колубаре просечна густина речне мреже је мала и износи 410 m/km². Најгушћу речну мрежу има слив Кланичке реке-750 m/km², док је у сливу Пештана само 200 m/km². Њена величина зависи у првом реду од литолошког састава, рељефа и падавина, који у сливу Колубаре нису баш повољни за образовање водотока. Велики број водотока су активне бујице и, према неким проценама, има их преко 700. Интензивном ерозијом нарочито су угрожени горњи делови сливова Тамнаве, Уба и Љига.